# 布爾諾路面電車

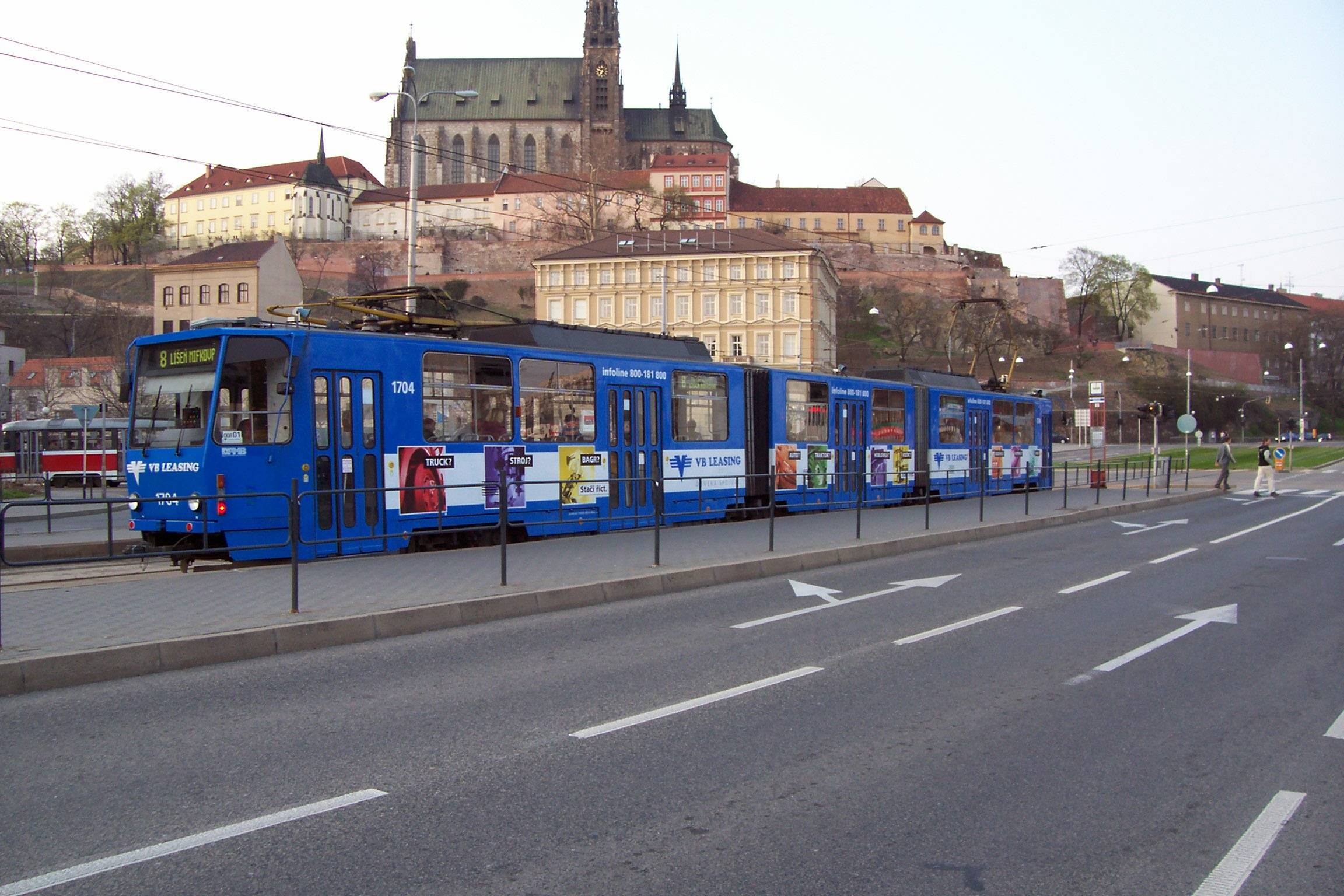
布爾諾路面電車

布爾諾路面電車是捷克的首個有軌電車交通系統，開始運行於1869年。現在布爾諾路面電車的系統規模是捷克第二大。布爾諾電車共有11條路線，總長度達139（86英里）。軌道總長度則有70.4（43.7英里）。布爾諾路面電車除了市中心外也服務市郊地區。